# 辮髪

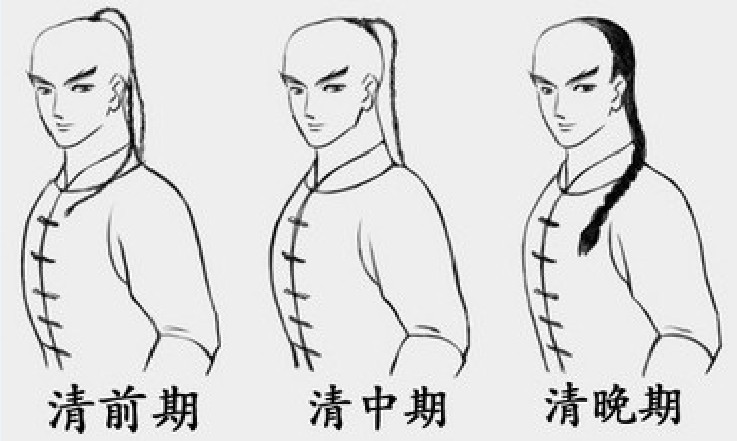
清朝の辮髪の変遷を描いたイラスト

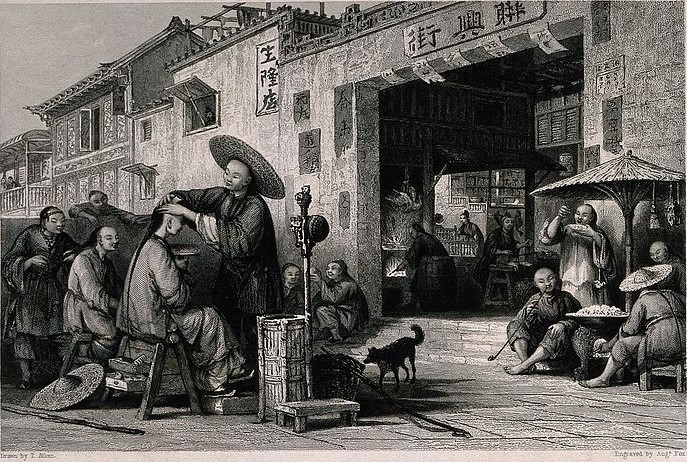
辮髪にカットする巡回理髪者（19世紀、トーマス・アロム画）

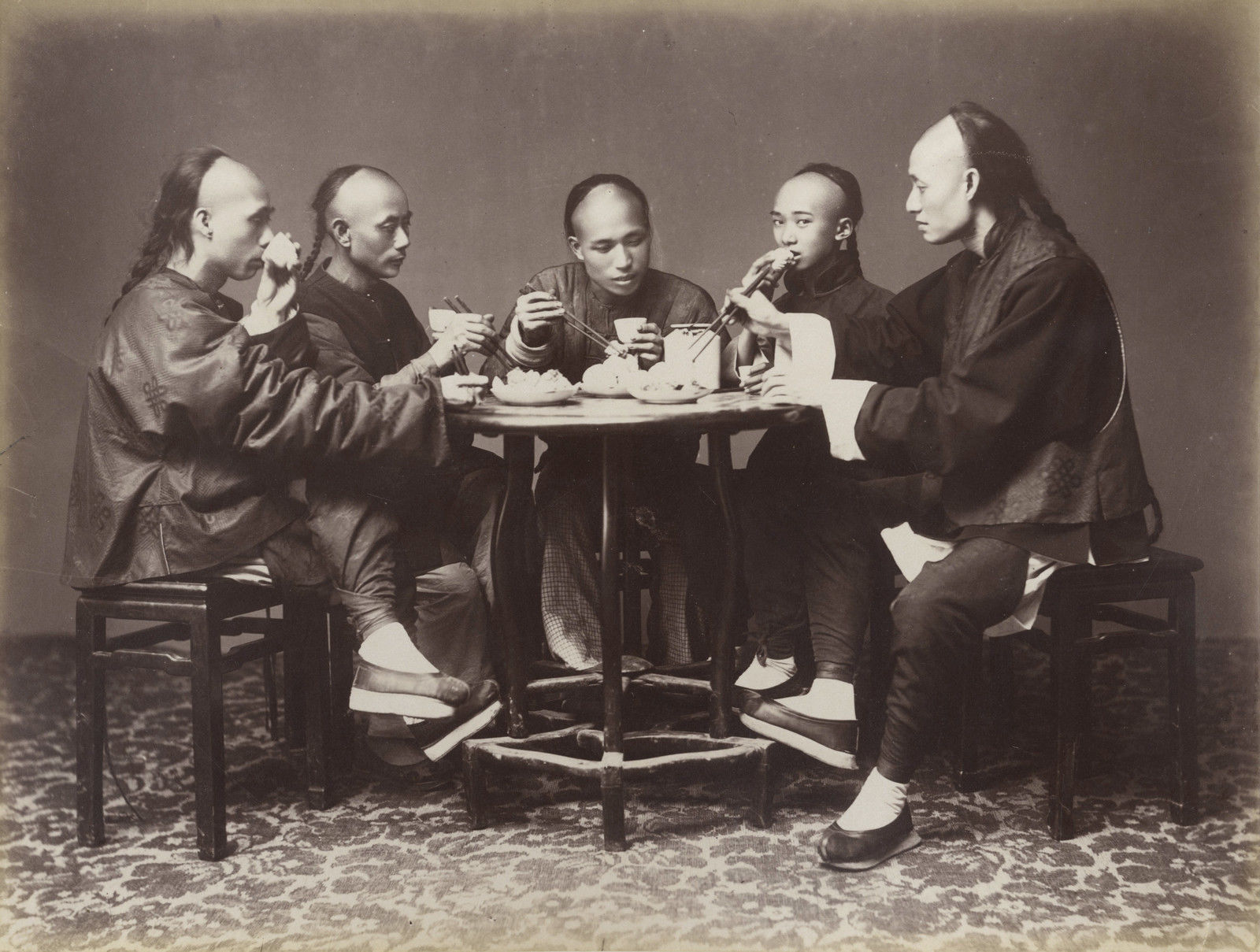
サンフランシスコでの清国人留学生（1880年代）

辮髪（べんぱつ、満洲語：ᠰᠣᠨᠴᠣᡥᠣ、転写：soncoho、モンゴル語：гэзэг 、ᠭᠡᠵᠢᠭᠡ）は、主に東アジア（北方民族）の男性の髪型で、頭髪の一部を残して剃りあげ、残りの毛髪を伸ばして三つ編みにし、後ろに垂らした髪型。

## 名称
日本語ではしばしば漢字制限のため常用漢字で「弁髪」と書き換えられることがある。
中国語でも辮髪と呼ばれることがあるが、「辮」は髪を編み上げること又は編み上げた髪をいい、「辮髪」自体は「おさげ髪」のような女性の髪型を指しても用いられる。一方、北方民族由来である本記事の髪型は「髠髪（こんぱつ, 髡发 kūnfā）」と呼ばれる。「髠（髡）」は髪を剃り上げることを指し、この髪型が頭を剃り上げてこめかみや額のわずかな髪のみを残すものであることを意味するが、「髠（髡）」は古代においては男子の髪を剃り落とす刑罰を指す語でもあった。

## 定義
漢民族への強制は、満洲人の清王朝から始まったものとして知られているが、万里の長城以北の諸民族はそれぞれ頭髪を剃り上げる風習をもっていた。中国の史書に残る最も古い記録は、鮮卑における柔然の始祖である木骨閭のものであり、同時期に鮮卑拓跋では「索髮（「索」は縄をなうこと）」が流行したとある。契丹人は頭頂部のみを残し、モンゴル人は前頭と左右両側頭をとどめて左右両耳の後方に2本の編み込みを垂らしていた。そのスタイルは民族や時代の違いにより様々で、テュルク系諸族にも共通してみられる風習でもあった。辮髪とはこれらの習慣を一括して用いる言葉である。
モンゴル族が側頭部を残したのに対し、満洲族は後頭部のみに頭髪をとどめ、これを1本に編んで後方に垂らした。満洲人の辮髪は、西洋人からはピッグ・テイル（ 【参考】pig tailという髪型についてen:Pigtail）とよばれた。
満洲族の前身を形成する女真もまた満族と同様の辮髪だったと考えられる。

## 辮髪強制のはじまり
12世紀に女真族の金が、漢族王朝宋を攻め、徽宗と欽宗をはじめ帝室の人びとや朝廷の重臣らを捕らえて本拠に引き揚げ、また、新帝高宗を攻めて江南の地に追いやって中国北半を領有した際、領内の漢人に女真人固有の髡髪を強制したことは、北方民族による辮髪強制の先例とみられている。モンゴル族による元朝支配を受けた漢民族にも辮髪がみられたが、とくに徹底して強制したのは満洲人王朝清（大清帝国）の場合であった。

## 清朝の辮髪強制
1644年の李自成の乱の乱で明は滅亡し、それに代わって清（後金）が長城の南に進入した。北京入城の直後、第3代皇帝順治帝の摂政ドルゴンは、清に服属するか逆らうかを区別するため、漢人に対しても「薙髪令」を発令し、これを満洲人に対する服従の証拠とした。このときは、中華思想の根強い抵抗のため強制できず撤回したが、翌1645年、「薙髪令」をあらためて発令し、辮髪の強制を断行した。この際、辮髪を拒否する者には死刑を以て臨み、「頭を留めんとすれば髪を留めず、髪を留めんとすれば頭を留めず」と言われた程に徹底させた。儒教の伝統的な考えでは、毛髪を含む身体を傷付けることは「不孝」とされ、タブーであったため、抵抗する者も多かったが、清朝は辮髪を行った者に対しては「髪を切って我に従うものには、すべてもとどおり安堵する」として従来の生活や慣習が行えることを保証し、科挙の受験資格も与えた。清朝は、漢族が辮髪を死ぬほど嫌い抜いていることを承知の上で、あえて「薙髪令」を再発令したのであり、ある意味、清朝の敵味方の識別のためには、これ以上効果的な策はなかった。漢民族の中にはこれを「夷狄の風習」と嫌って自死したり、禿げ頭と僧侶は辮髪を免除されたことから故意に出家して僧侶になる者も多かったという。
やがて、清朝支配の安定とともに辮髪が普及していき、19世紀には辮髪は完全に普及し「中国的な風習」と見なされるようになった。満洲人の辮髪は頭頂部の毛髪を残して剃り上げるが、漢人の辮髪は後頭部を残して剃りあげた。満洲族の辮髪はしだいに漢族の辮髪に近づいていった。明滅亡後も明朝の衣冠制度を守っていた李氏朝鮮の朝鮮燕行使は、清朝に服属していた一方で清国人の髪型を羨むことはなく、これを夷狄視して侮蔑するまでになった。
1851年に起こった太平天国の乱において、太平天国軍は清朝への抵抗のため辮髪スタイルを停止したが、清の朝廷は洪秀全を首領として天主教を奉じて反乱を起こした人々を「長髪賊」と呼んだ。近代に入ると「反清」を標榜する証として辮髪を切る者も増えた。特に欧米に留学した清国人は生活上のこともあって断髪する者もあった。米国留学中に辮髪を切った学生の例では、官費留学制度から外されたり、強制帰国されたりしている。そのため、断髪した革命派の学生や留学先で辮髪を切ったものの清朝に反抗する意志までない者の帰国時には、取り締まりを逃れるために辮髪のかつらを付けることがあり、魯迅も一時帰国時に使用していたことが知られる
清朝にあっては、辛亥革命の起こった1911年まで「薙髪令」は続き、出家して僧侶になった者と禿頭（はげ頭）以外で辮髪にしない者は死刑を含む処罰を科せられた。清朝滅亡後、中華民国の発布した「断髪令」によって辮髪の風習は廃れたが、農村部では一部で1950年代まで辮髪にする男性もいた。実際の日常では、体を大きく動かす動作の際に辮髪が地面に触れて汚れたり邪魔にならぬよう、縄状の毛髪部分を衣服の襟首に巻き付けたり、鉢巻の様に頭に巻くことが多かったという。

## 辮子軍
袁世凱に信任され、1913年の第二革命でも袁を支援して南京を奪還した軍閥の指導者張勲は、黎元洪支援の名目で北京入城を果たした1917年、宣統帝溥儀の復辟を画策した（張勲復辟）。段祺瑞らの反撃でこの動きは失敗に帰したが、張勲軍は辮髪をトレードマークとしてこれを誇りとし、「辮子軍」と称された。

## 関連画像

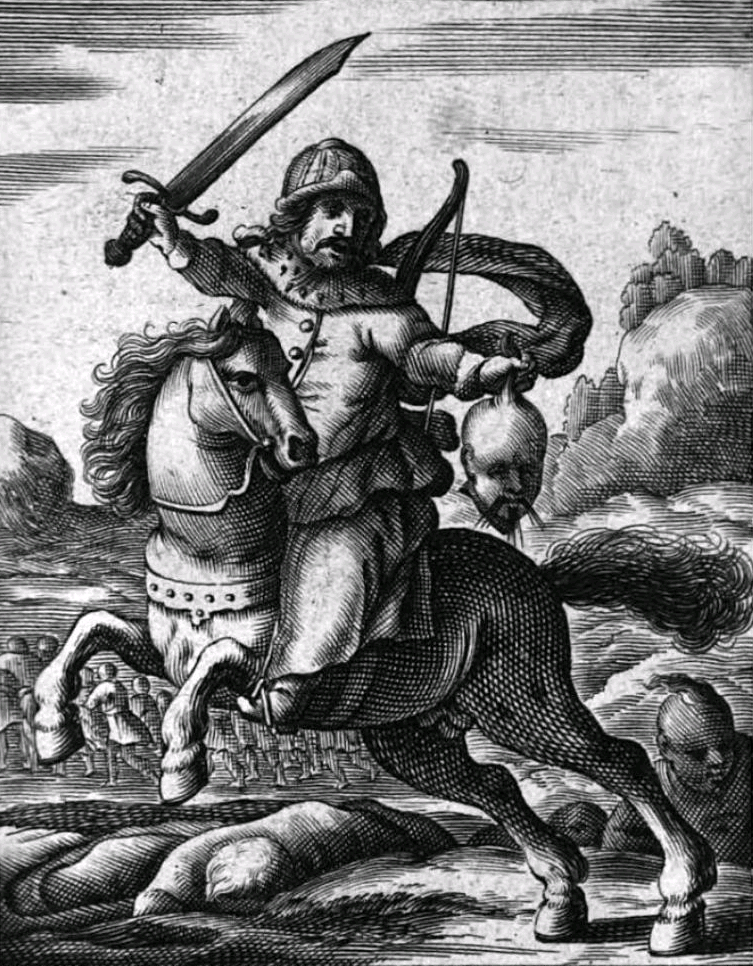
1661年、ヨーロッパで描かれた絵[注釈 4]。
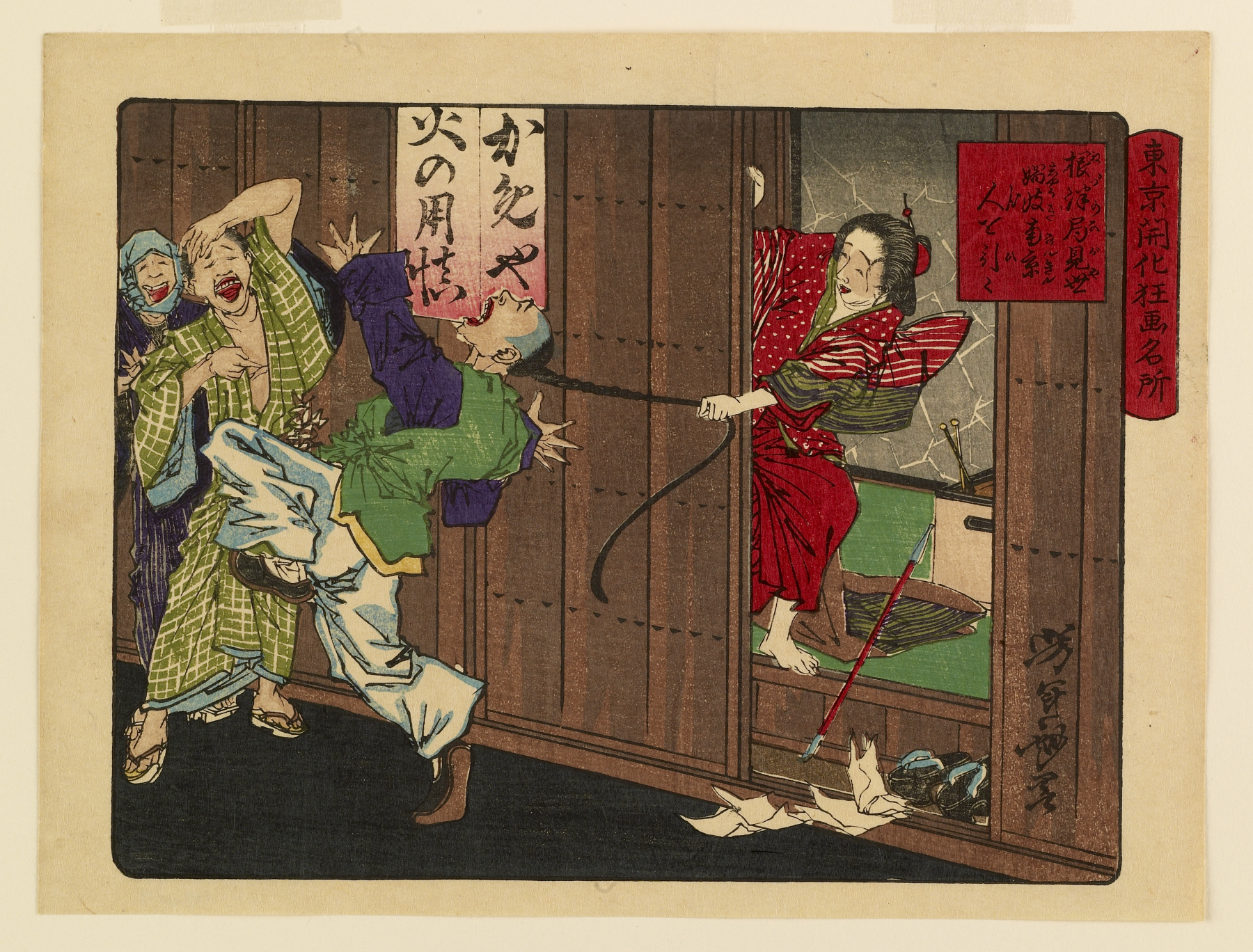
辮髪を引っ張る日本の遊女（1881年、月岡芳年 筆）
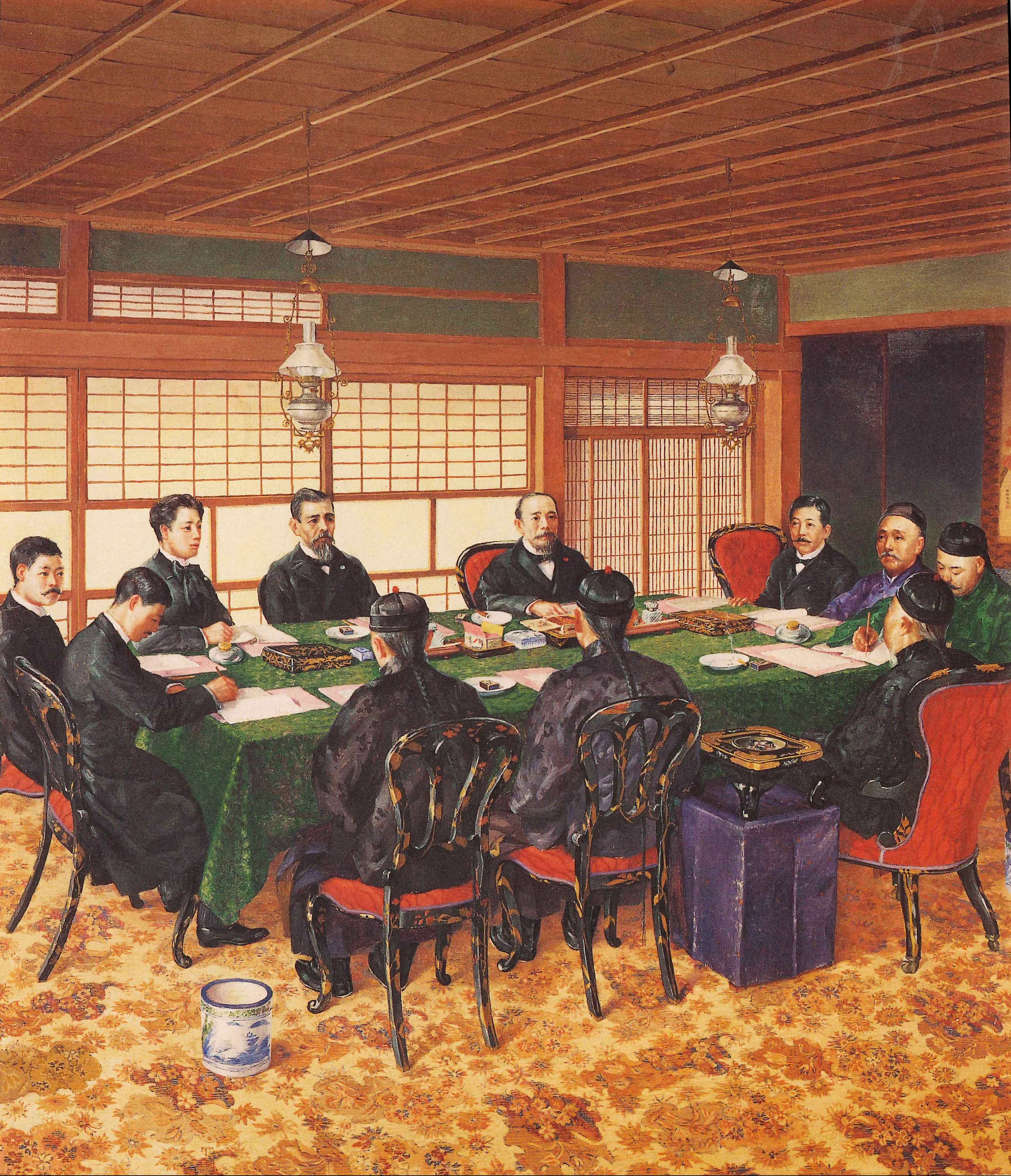
下関条約（1895）での清朝全権（1929年、永地秀太 筆）
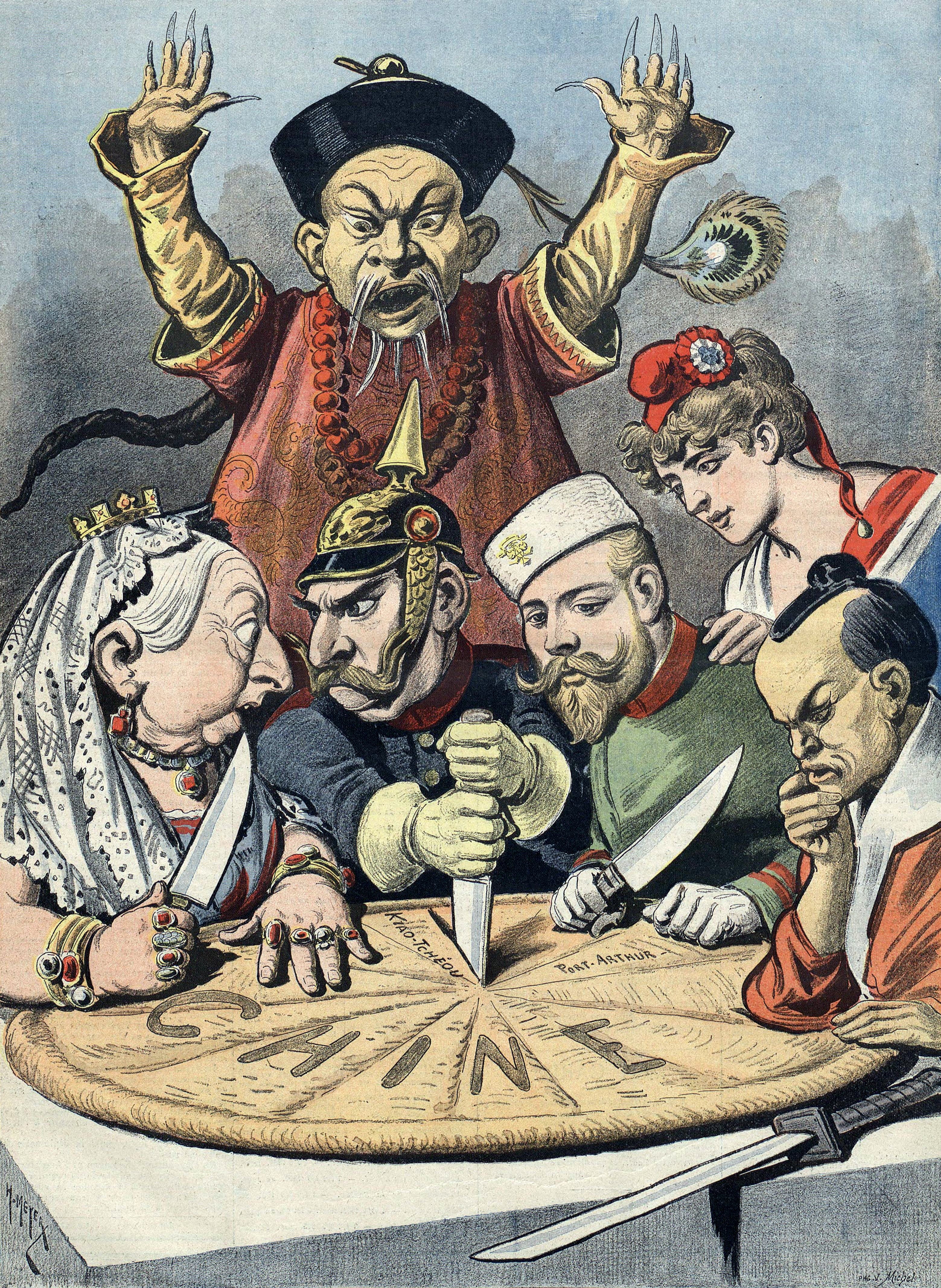
「列強の中国分割」をあらわしたフランスの政治画（1898年、アンリ・メイエ 筆）
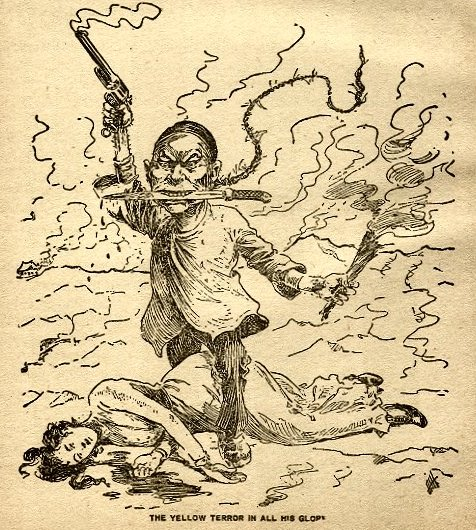
「黄禍」を描いたイラスト（1899年、"The Yellow Terror in all his glory"）
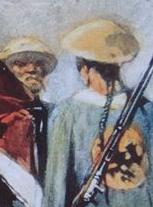
義和団の乱（1900）の兵士（ヨハネス・ヘルマン・バレンド・コッコエク（オランダ語版） 筆）
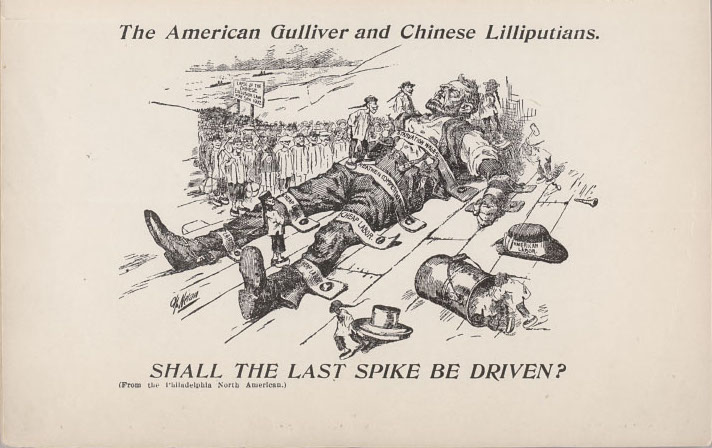
「アメリカのガリバーと中国のリリパット人 — 最後のスパイクを打ち込むか」（1901年、アメリカ労働総同盟発行のパンフレット）

## ポップカルチャーでの辮髪
清朝以前の漢人にとっては、満洲人の異様な風俗に過ぎなかったが、近世における長い強制によって中国人のイメージと一体化した。この間に本格的に中国と接し続けた外国人の間では、日本のゆでたまごの漫画のキャラクター、ラーメンマン（『闘将!!拉麵男』）等に代表されるように、今でもドジョウ髭とセットでの中国人のイメージとして残っていることが多い。
プロレスラーのキラー・カーンは一時期、辮髪を結っていた。ただしギミック上カーンはモンゴル・スタイルであって、満洲人の頭髪とは矛盾があった。